# Bergwitz

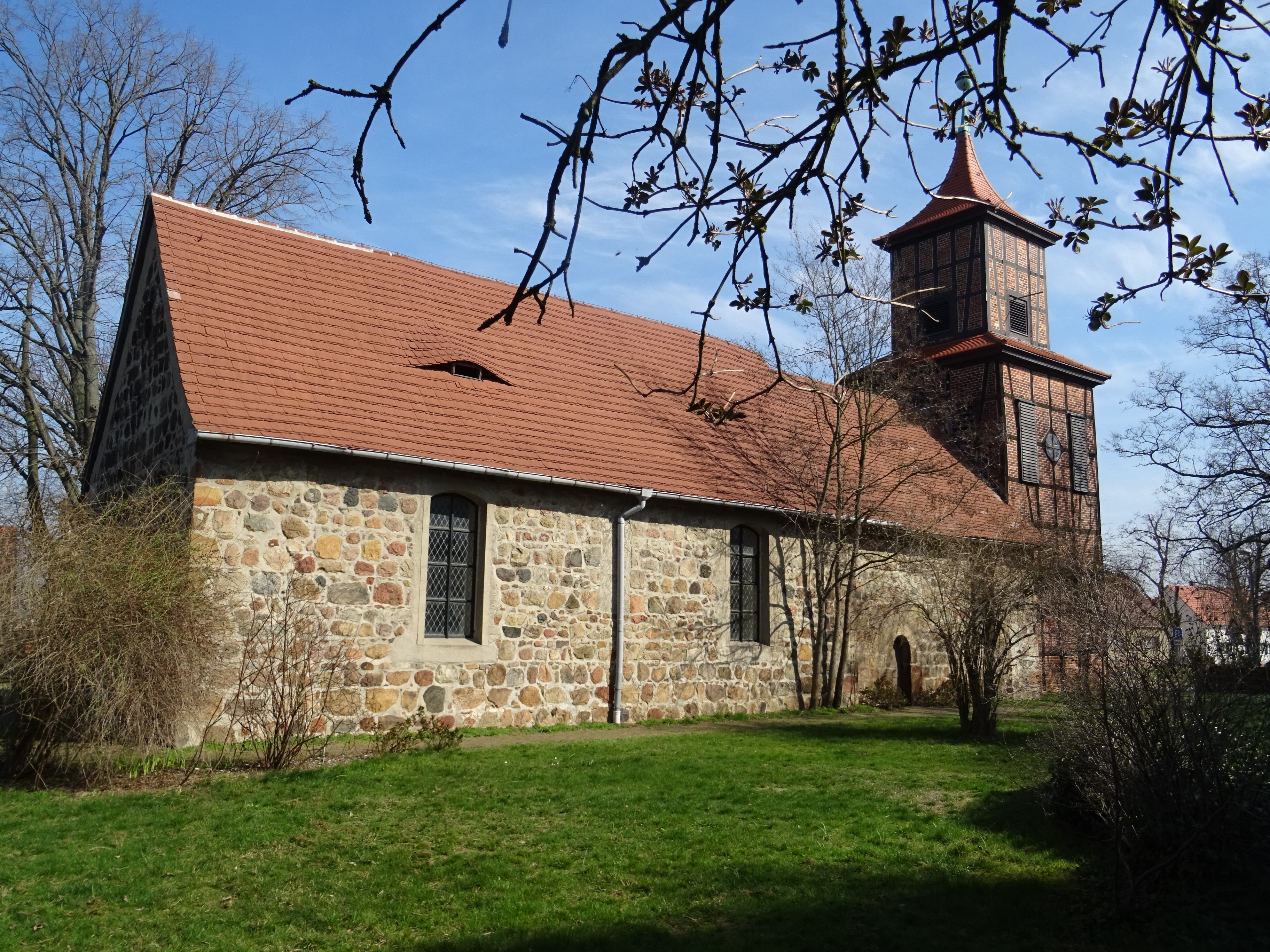
Kirche Bergwitz im Frühjahr 2019

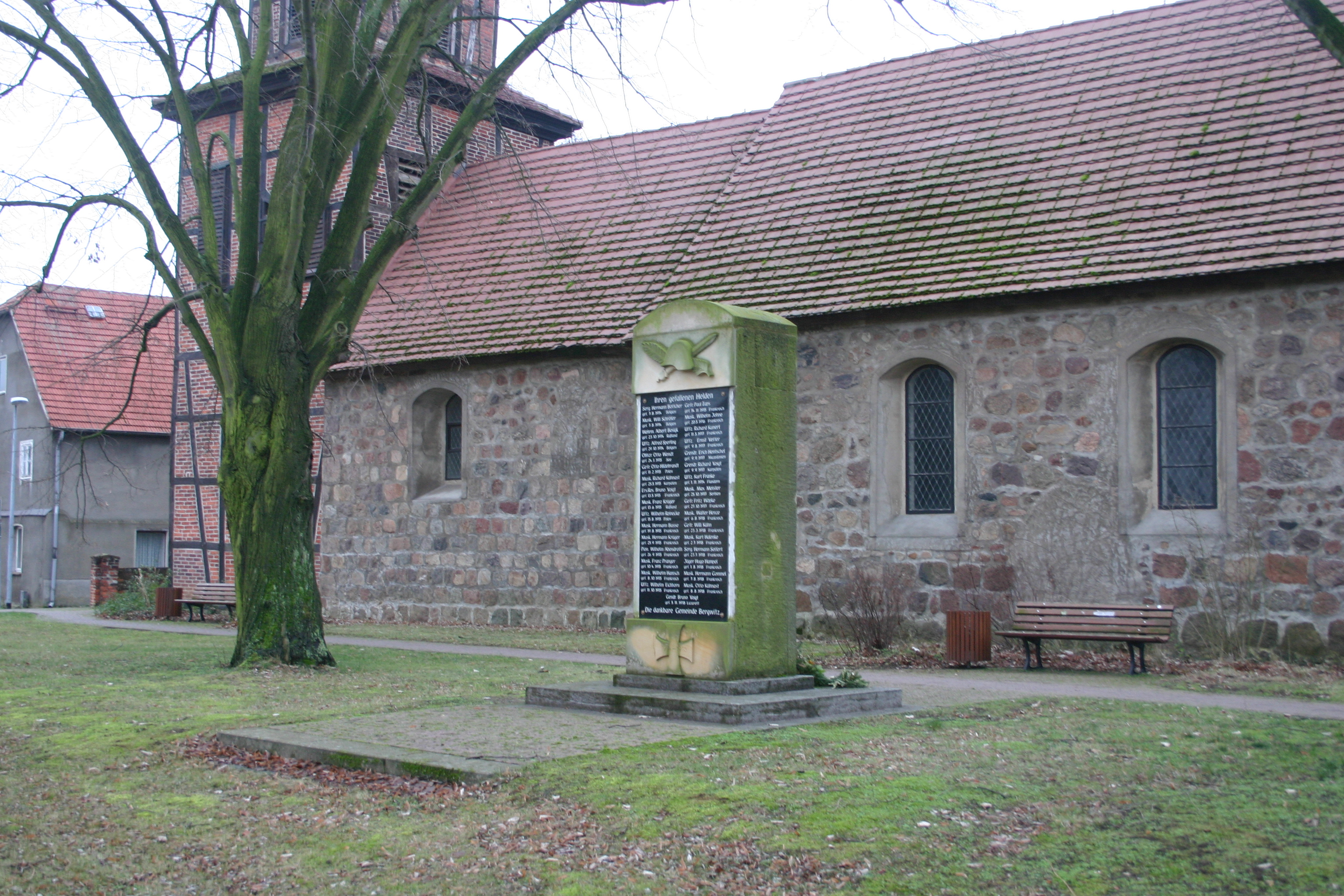
Gefallenendenkmal 1. WK

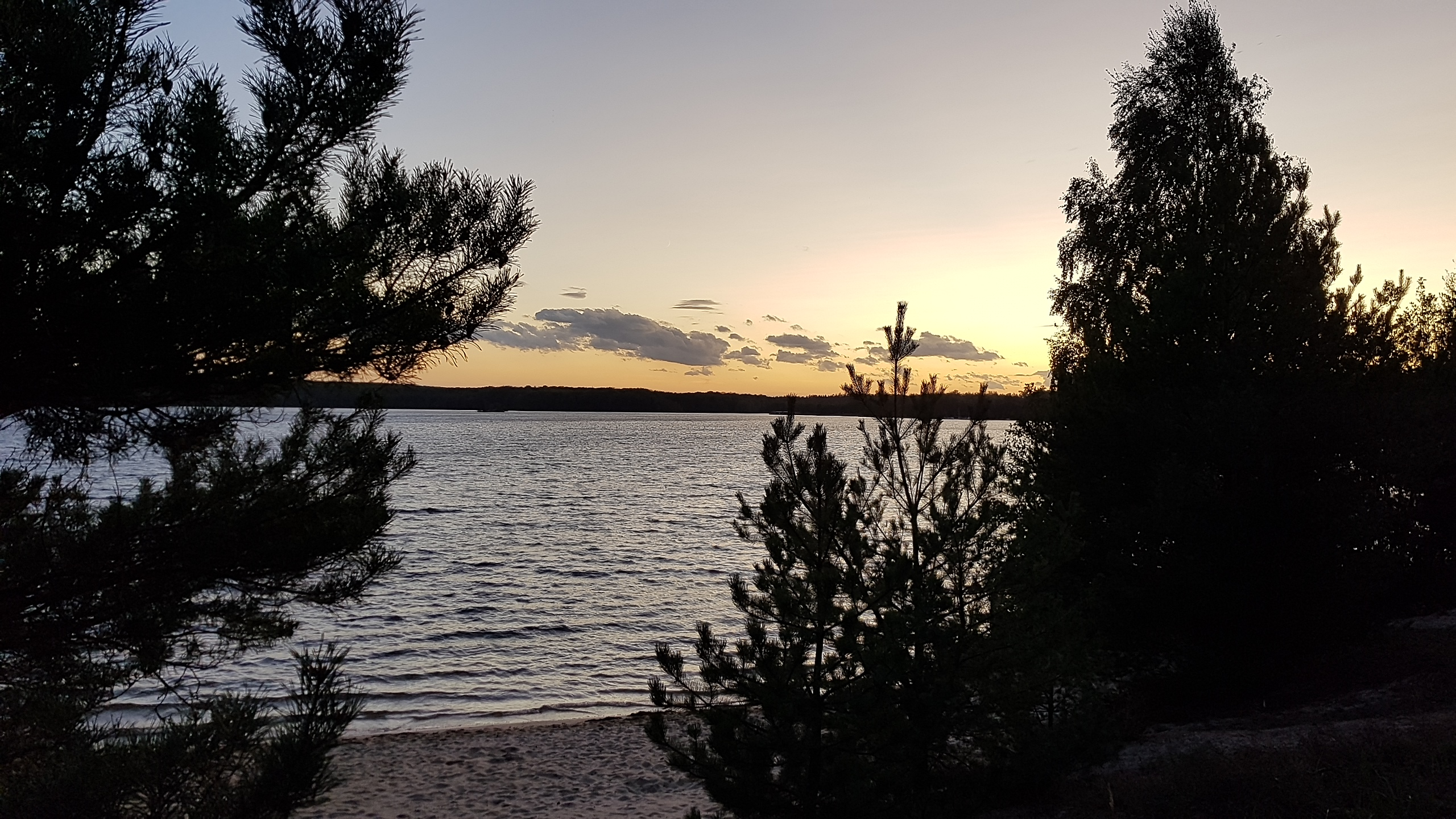
Naherholungsgebiet Bergwitzsee

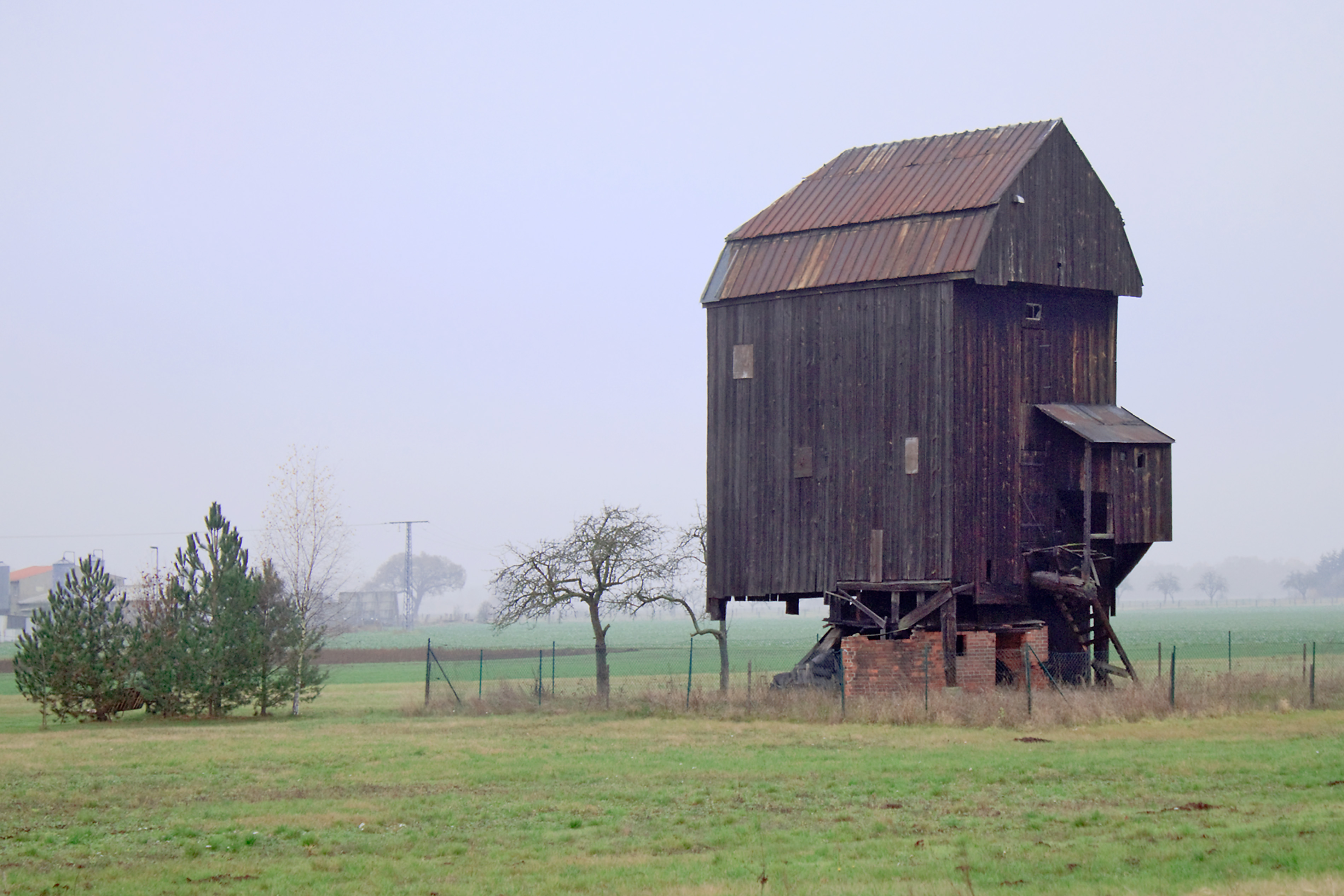
Bockwindmühle Bergwitz Ende 2014

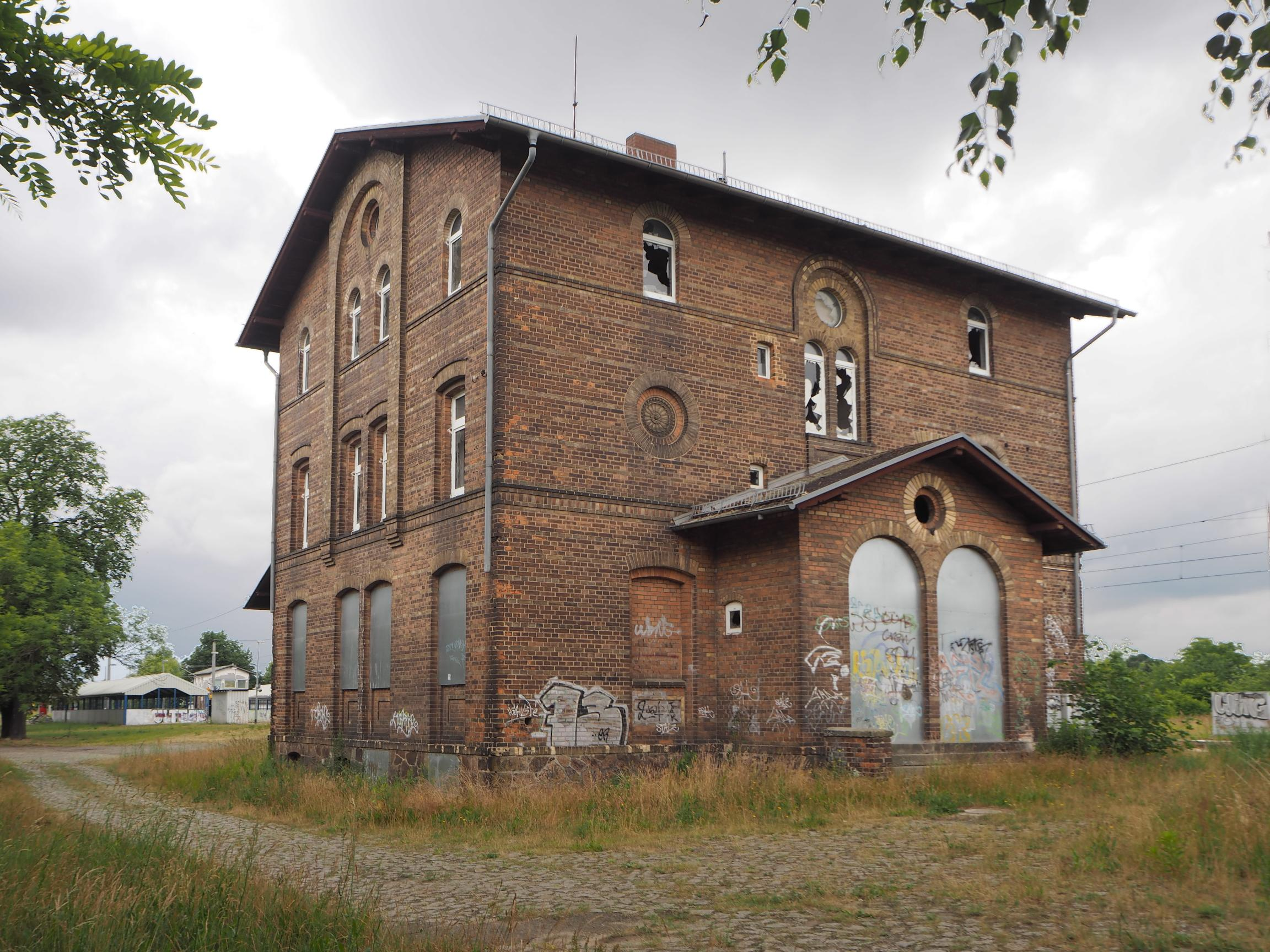
Ehemaliges Bahnhofsgebäude im Sommer 2015

Bergwitz ist ein Ortsteil der Stadt Kemberg im Landkreis Wittenberg in Sachsen-Anhalt. Die Ortschaft ist regional bekannt für den Bergwitzsee als touristisches Naherholungsgebiet.

## Geographie
Bergwitz liegt am Rande des Urstromtals der Elbe in der Dübener Heide.
Auf einem Sandrücken gelegen, ist das Dorf im Norden von Auelehm und im Süden vom Bergwitzsee, einem früheren Sumpf- und Torfgelände, umgeben. Der Bergwitzsee entstand aus einer ehemaligen Braunkohlegrube. Die Lutherstadt Wittenberg befindet sich von hier aus 15 Kilometer entfernt, bis nach Leipzig sind es 60 Kilometer.
Zu Bergwitz gehört die Ortslage Klitzschena, die am 1. Juli 1950 nach Bergwitz eingemeindet wurde.

## Geschichte
Das Gebiet von Bergwitz war bereits vor ca. 3000 Jahren in der Bronzezeit besiedelt. Seit 1930 wurde eine große Anzahl bronzezeitlicher Funde sowie auch eine Brandstätte mit vielen Gefäßen sichergestellt. Die letzten Funde wurden im Jahr 1988 gemacht.
Im Laufe der zweiten slawischen Siedlungsperiode um 600 n. Chr. wurde die Siedlung „Birkosov“ gegründet. Um 1170 n. Chr. siedelten sich hier friesische Kolonisten an und brachten den Flurnamen „Hoppstall“ mit. Im Jahr 1201 fiel Bergwitz an die Propstei Pratau.
Bis 1555 veränderte sich der Ortsname über Berkgzow zum heutigen Bergwitz.
Der Ort gehörte bis 1952 zum Landkreis Wittenberg, der in Preußen, der SBZ und der DDR von 1815 bis 1952 bestand. 1952–1990 war Bergwitz Teil des Kreises Gräfenhainichen im Bezirk Halle. Ab 1994 gehörte der Ort wieder zum Landkreis Wittenberg.
Zum 1. Juli 2005 verlor Bergwitz den Status einer selbstständigen Gemeinde und wurde in die Stadt Kemberg eingegliedert.

## Sehenswürdigkeiten
- Wehrkirche Bergwitz, entstand im 13. Jahrhundert, wurde im Dreißigjährigen Krieg zerstört und 1669 neu errichtet, mit barocken Deckenrundbildern und einem Altaraufsatz aus dem 18. Jahrhundert, das äußere Bild ist im 19. Jahrhundert durch Anbau des Kirchturms im Fachwerkstil entstanden, außerdem Standort für ein Denkmal den Gefallenen des 1. Weltkriegs
- Kirche Klitzschena, spätromanisch, liegt inmitten des Friedhofs, reichhaltige barocke Ausmalung aus dem 18. Jahrhundert, Altarbild „Die Auferstehung Christi“
- Bergwitzsee mit Campingplatz und Strandpromenade

## Wirtschaft
Zwei größere Unternehmen, der Süßwarenhersteller Pfeiffer & Sperl und die Spedition Fenger, sind in Bergwitz ansässig.

### Bergbau
Im Tagebau Bergwitz wurde von 1908 bis 1955 Braunkohle abgebaut. Aus der Kohlegrube entstand der 180 ha große Bergwitzsee, der sich durch eine hohe Wasserqualität auszeichnet. Das Areal gilt heute als Naherholungsgebiet. Der Ort besitzt einen überregional bekannten Campingplatz und zahlreiche Fahrradwege zwischen Elbaue und Dübener Heide.

### Bockwindmühle
1848 als Getreidemühle erbaut, wurde sie nach Zerstörung durch einen Sturm bereits 1900 neu aufgebaut. Der Antrieb der Welle erfolgte über Jalousieflügel bis nach erneutem Sturmschaden und Defekt des Flügelkreuzes ein Dieselmotor, später ein Elektromotor eingebaut wurde. Eine Rotation nach Windrichtung war damit nicht mehr nötig. Der Mühlenbock wurde ummauert und die Mühle endgültig festgesetzt, mit der Windwand westwärts. Der Steert wurde später abgesägt. Nach Einstellung des Betriebes 1965 stand sie jahrzehntelang still und verfiel äußerlich. Mit einem Blechdach ausgestattet blieb das Inventar trotz marodem Mühlenkorpus trocken.
2019 oder 2020 wechselte der Besitzer. 2021 wurden Pläne für eine Instandsetzung veröffentlicht, die im Anschluss eine Verpachtung an einen lokalen Verein vorsehen.

## Verkehr und Infrastruktur
Durch Bergwitz führt die Bundesstraße 100 zwischen Eutzsch und Gräfenhainichen sowie weiter nach Halle (Saale). Der Haltepunkt Bergwitz liegt an der Bahnstrecke Berlin–Halle und wird von den Linien S2 und S8 der DB Regio Südost stündlich angefahren. Seit dem 15. Dezember 2019 ist Bergwitz in den Mitteldeutschen Verkehrsverbund integriert. Von 1903 bis 1951 begann in Bergwitz die Bahnstrecke Bergwitz–Kemberg.
Der Radweg Berlin–Leipzig sowie der Europaradweg R1 führt an Bergwitz vorbei.
Bergwitz verfügt über eine Kindertageseinrichtung sowie über eine Grundschule.

## Persönlichkeiten

### Söhne und Töchter des Ortes
- Martin Caselius (1608–1656), Theologe
- August Ziegert (1810–1882), Jurist

### Mit Bergwitz verbundene Persönlichkeiten
- August Müller (1711–1789), Theologe, Pfarrer in Bergwitz